# Union nationale des associations familiales
 (juin 2022).
Pour les articles homonymes, voir UNAF.
L'Union nationale des associations familiales (Unaf), est une association française représentant les intérêts des familles françaises dans le cadre de l’élaboration de la politique familiale.
Reconnue d’intérêt général, elle est le porte-parole officiel des familles auprès des pouvoirs publics. Elle regroupe 70 mouvements familiaux et 6 500 associations familiales.
Elle anime le réseau des Unions départementales des associations familiales (Udaf) et des Unions régionales des associations familiales (Uraf) qui mènent dans chaque département et chaque région des missions de représentation et de services aux familles.

## Historique

### Création
L'Union nationale des associations familiales a été instituée par l'ordonnance du 3 mars 1945 qui fixe les objectifs: « Enrayer le fléau de la dénatalité » et apporter au gouvernement le « soutien sans réserve de l’opinion publique familiale ».
L'Unaf se voit confier la représentation des familles auprès des pouvoirs publics. Elle est chargée de promouvoir, de défendre et de représenter les intérêts de toutes les familles vivant sur le territoire français quelles que soient leurs croyances ou leur appartenance politique.

L'article L. 211-5 du Code de l'action sociale et des familles dispose que : 
« L'union nationale est composée par les unions départementales des associations familiales, constituées conformément à l'article L. 211-4 et qui lui apportent leur adhésion, et les fédérations, confédérations, associations familiales nationales regroupant au niveau national les associations et sections adhérentes aux unions départementales. »
— Article L211-5 du Code de l'action sociale et des familles.

### Prises de position
En 1966, au moment de la loi Neuwirth qui légalise la contraception, l'Unaf exprime son "inquiétude" sur le "libre usage" de la pilule et réclame une interdiction de sa publicité.
En 1975, l'Unaf s'oppose à la légalisation de l'IVG. En 1999, l'Unaf s'oppose à la loi sur le PACS.
Promesse du candidat François Hollande au moment de son élection en 2012, le mariage pour tous est vivement critiqué par l'Unaf. Lors de son intervention à l'assemblée générale de l'Unaf de 2012, la ministre de la famille Dominique Bertinotti est ainsi huée lorsqu'elle évoque cette mesure,.

## Fonctionnement

### Critères d’appartenance à l'Unaf
L'Unaf est l'union des associations reconnues comme association familiale au titre de la loi, c'est-à-dire des associations 
« qui ont pour but essentiel la défense de l'ensemble des intérêts matériels et moraux, soit de toutes les familles, soit de certaines catégories d'entre elles et qui regroupent :
- des familles constituées par le mariage ou le pacte civil de solidarité et la filiation ;
- des couples mariés ou liés par un pacte civil de solidarité sans enfant ;
- toutes personnes physiques soit ayant charge légale d'enfants par filiation ou adoption, soit exerçant l'autorité parentale ou la tutelle sur un ou plusieurs enfants dont elles ont la charge effective et permanente. »

— Article L211-1 du Code de l'action sociale et des familles.

### Regroupement des associations membres
L'Unaf anime le réseau des Unions régionales des associations familiales (Uraf) à l'échelle des régions et des Unions départementales des associations familiales (Udaf) à l'échelle des départements et les appuie dans leurs missions institutionnelles et de services aux familles.
L'Unaf regroupe des associations familiales qui sont réparties en mouvements familiaux nationaux dont une loi de 1975 a amélioré la représentation au sein de l'Unaf. Les membres de l'Unaf sont répartis entre membres actifs et membres associés :
- les membres actifs regroupent :
  - les sept mouvements familiaux nationaux à recrutement général, dans l'ordre du nombre de familles adhérentes[12] :
    - Familles rurales, 85 000 familles adhérentes ;
    - Confédération nationale des associations familiales catholiques (CNAFC), 20 000 familles adhérentes ;
    - Familles de France, 19 000 familles adhérentes ;
    - Conseil national des associations familiales laïques (CNAFAL), 16 000 familles adhérentes ;
    - Confédération syndicale des familles (CSF), 13 000 familles adhérentes ;
    - Fédération nationale des associations familiales protestantes., 6 000 familles adhérentes ;
    - Union des familles laïques (UFAL), 2 000 familles adhérentes.

  - les dix-neuf mouvements familiaux nationaux à recrutement spécifique, regroupés en trois grandes catégories :
    - les mouvements de type éducatif ou professionnel, avec : l’aide à domicile (ADMR), les familles de la Batellerie, la famille du Cheminot, les familles maritimes, les Maisons Familiales Rurales, le personnel de la Banque de France…
    - les mouvements de type « sociaux » qui regroupent : les familles qui ont un enfant handicapé, les familles qui adoptent un enfant, les familles qui ont des jumeaux et plus, les familles qui aident les toxicomanes…
    - les mouvements regroupant les familles monoparentales et les familles homoparentales.
- les quarante-trois membres associés qui représentent plusieurs secteurs de la vie quotidienne des familles :
  - Action sociale pour l'enfance et la famille : Conseil des Associations d’immigrés en France, Couples et Familles, Défenses Familles et Individus (UNADFI), France Alzheimer, La médiation familiale, L’Égalité parentale, Le Moulin Vert, Population et Avenir, SOS France, SOS Papa, Villages d’Enfants…
  - Aide à la famille : Associations d’Aides Familiales populaires, Union des gardes temporaires d’enfants, Vivre son deuil…
  - Jeunesse : Fédération française des Maisons des Jeunes et de la Culture
  - Vacances - Loisirs : CAP France, Centre de Vacances et de loisirs, Centres de Vacances familiaux, Centres sociaux, Foyers des jeunes travailleurs, Loisirs Vacances et Tourisme, Maisons Familiales de Vacances…

## Financement
Le fonctionnement de l'Unaf, des Udaf et des associations familiales, est financé par le « fonds spécial » institué par la loi no 51- 602 du 24 mai 1951. Depuis 2005, ce fonds est alimenté par des versements effectués par la Cnaf pour un montant de 1 % de la masse des prestations familiales. Ce financement est de l'ordre de 29 M€ par an en moyenne depuis 2017 et la Cour des comptes relève en 2022, que ce montant n'a « progressé que de 2,8 % entre 2017 et 2022 ».
Ce « fonds spécial » comprend une première partie dite « part 1 » destinée à financer le fonctionnement et les missions générales de l'Unaf et des Udaf et une seconde partie dite « part 2 » entièrement consacrée au financement d’actions définies par voie conventionnelle avec le gouvernement,.

## Gouvernance
Du point de vue juridique, l'Unaf est une association loi de 1901. Depuis 1945, sept présidents se sont succédé :
| Période                       | Nom                    | Issu du Mouvement                    | Origine                                |
| ----------------------------- | ---------------------- | ------------------------------------ | -------------------------------------- |
| 1945 - 1948                   | Dr Maurice Monsaingeon | Ligue des familles nombreuses        |                                        |
| 1948 - 1961                   | Lucien Guibourgé       | Familles de France                   |                                        |
| 1961 - 1976                   | Paul Noddings          | Familles de France                   |                                        |
| 1976 - 1996                   | Roger Burnel           | Familles de France                   |                                        |
| juin 1996 - 18 juin 2006      | Hubert Brin            | Confédération syndicale des familles |                                        |
| 18 juin 2006 - 26 juin 2015,. | François Fondard       | Confédération syndicale des familles | Ancien secrétaire général de l'Unaf    |
| depuis le 26 juin 2015        | Marie Andrée Blanc     | Familles rurales                     | Présidente de l'Udaf de la Haute-Loire |

## Pour approfondir